# Seznam slovenskih izseljenskih revij
- Amerikanski Slovenec. Chicago, 1891- . Ur. Anton Murnik, John Jerič.
- Amerikanszki Szlovencov glász. South Bethlehem, Pensilvanija,
- Prosveta. Chicago, 1908
- Glas naroda. New York, 1893. Janez Trček
- Enakopravnost. Cleveland, Ohio, 1919-1957. Ur. Janko Rogelj, Louis Truger, Zvonko Novak, Anton Šabec, Vatroslav Grill,...
- Ameriška domovina. Cleveland.
- Glas svobode. Chicago, 1902.
- Delavec. Chicago.
- Proletarec. Chicago, 1906. Ur. Frank Zaitz.
- Glasilo KSKJ. Joliet
- Nova doba. Cleveland.
- Vestnik. Milwaukee
- Čas. Cleveland.
- Novi čas, naslednik revije Čas
- Mladinski list. Chicago. Ur. Ivan Molek
- Ave Maria. Lemont.
- Szlobodna Rejcs – Free Word. 1916-1928
- Szlovenszke novine (iz Szlobodne Rejcsi)
- Vogrszki Szlovenecz – The voice of Slovenians from Hungary. 1916-
- Zvejzda Vogrszki Szlovenczov – Star of Slovenians from Hungary. 1916-1922
- Duhovno življenje. Buenos Aires, 1933- .
- Slovenski list. Buenos Aires, 1937-1946.
- Slovenski tednik (1929). Buenos Aires, 1929-1937.